# Steve Hegg
Steve Hegg, född den 3 december 1963 i Dana Point, Kalifornien, är en amerikansk tävlingscyklist som tog OS-guld i den individuella förföljelsen och silver i lagförföljelsen vid olympiska sommarspelen 1984 i Los Angeles.